# Szynwałd (powiat grudziądzki)
Szynwałd – wieś w Polsce położona w województwie kujawsko-pomorskim, w powiecie grudziądzkim, w gminie Łasin.

## Podział administracyjny

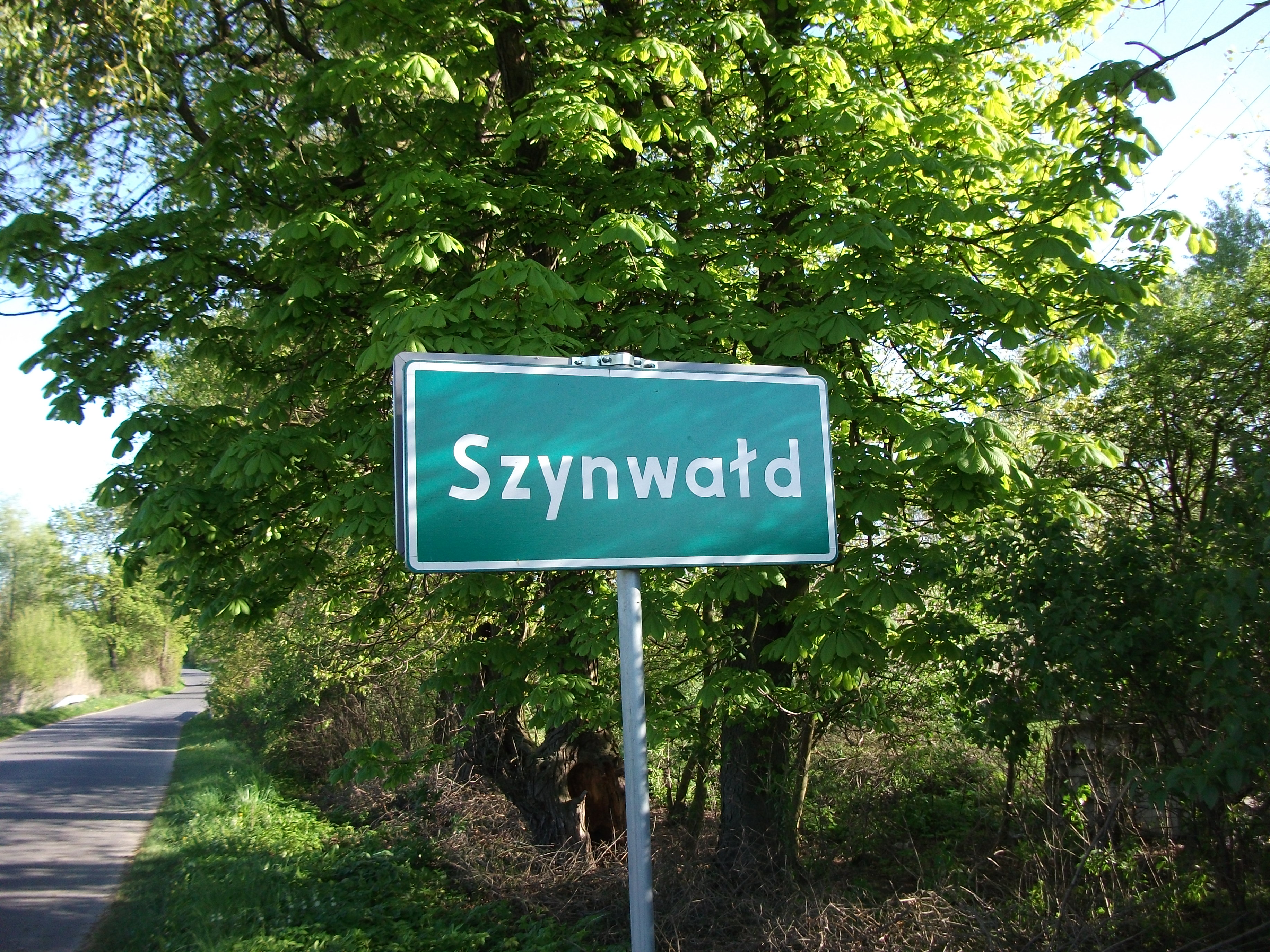
tablica miejscowości

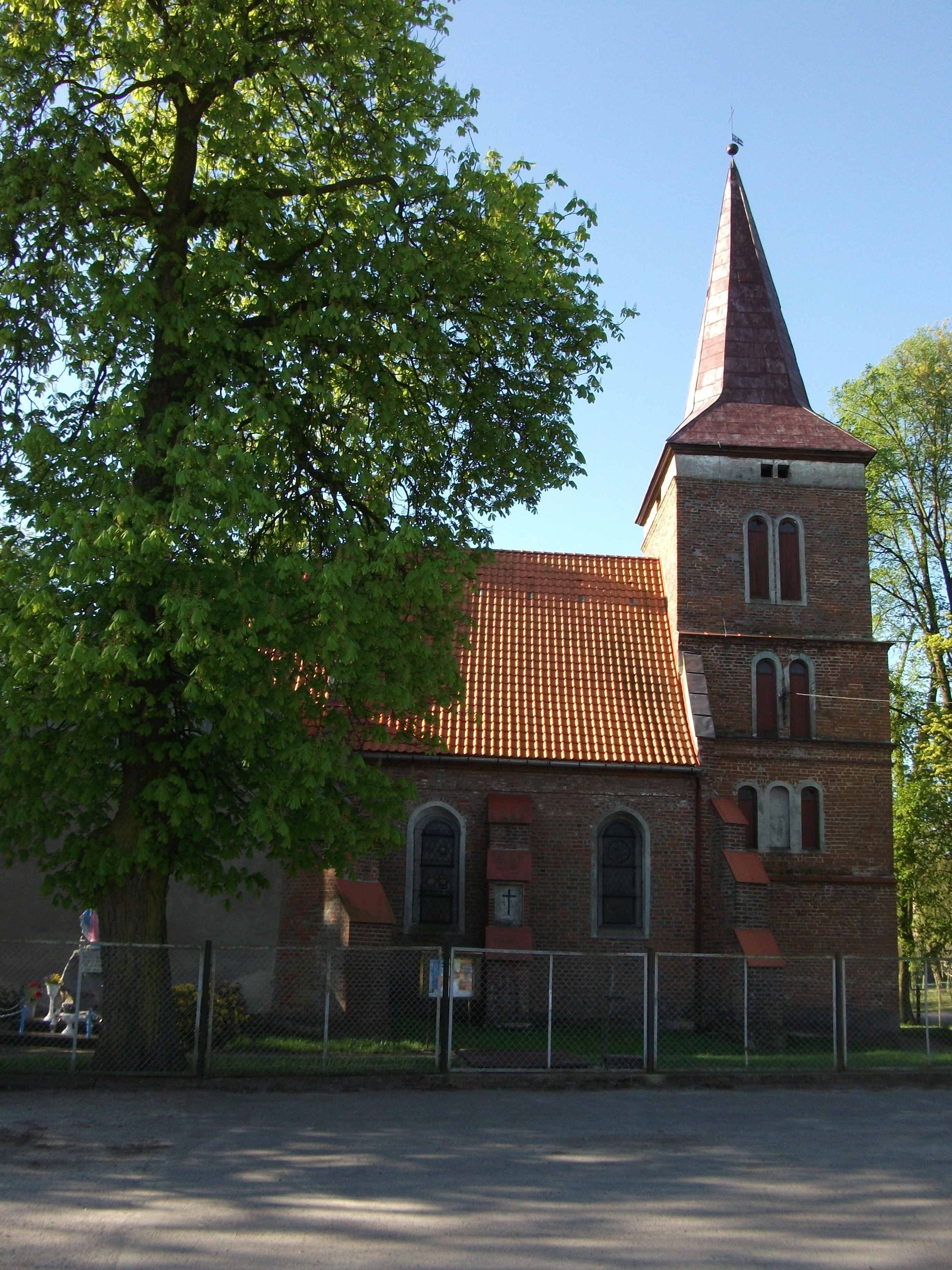
Kościół widok od północy

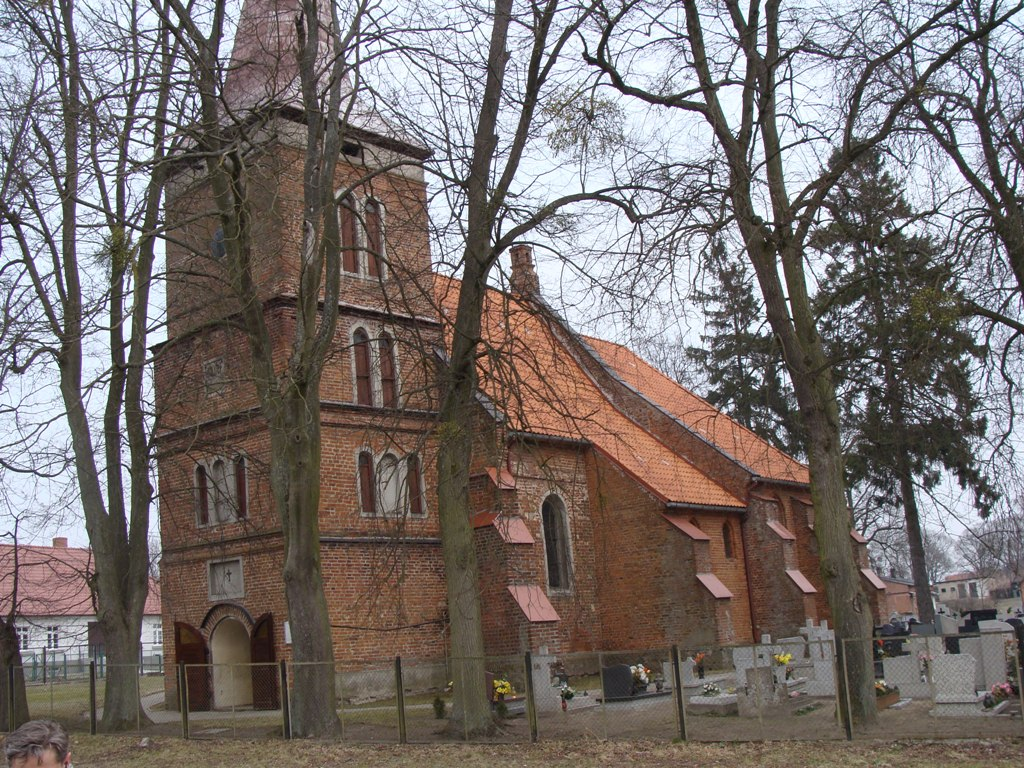
Kościół widok od południa

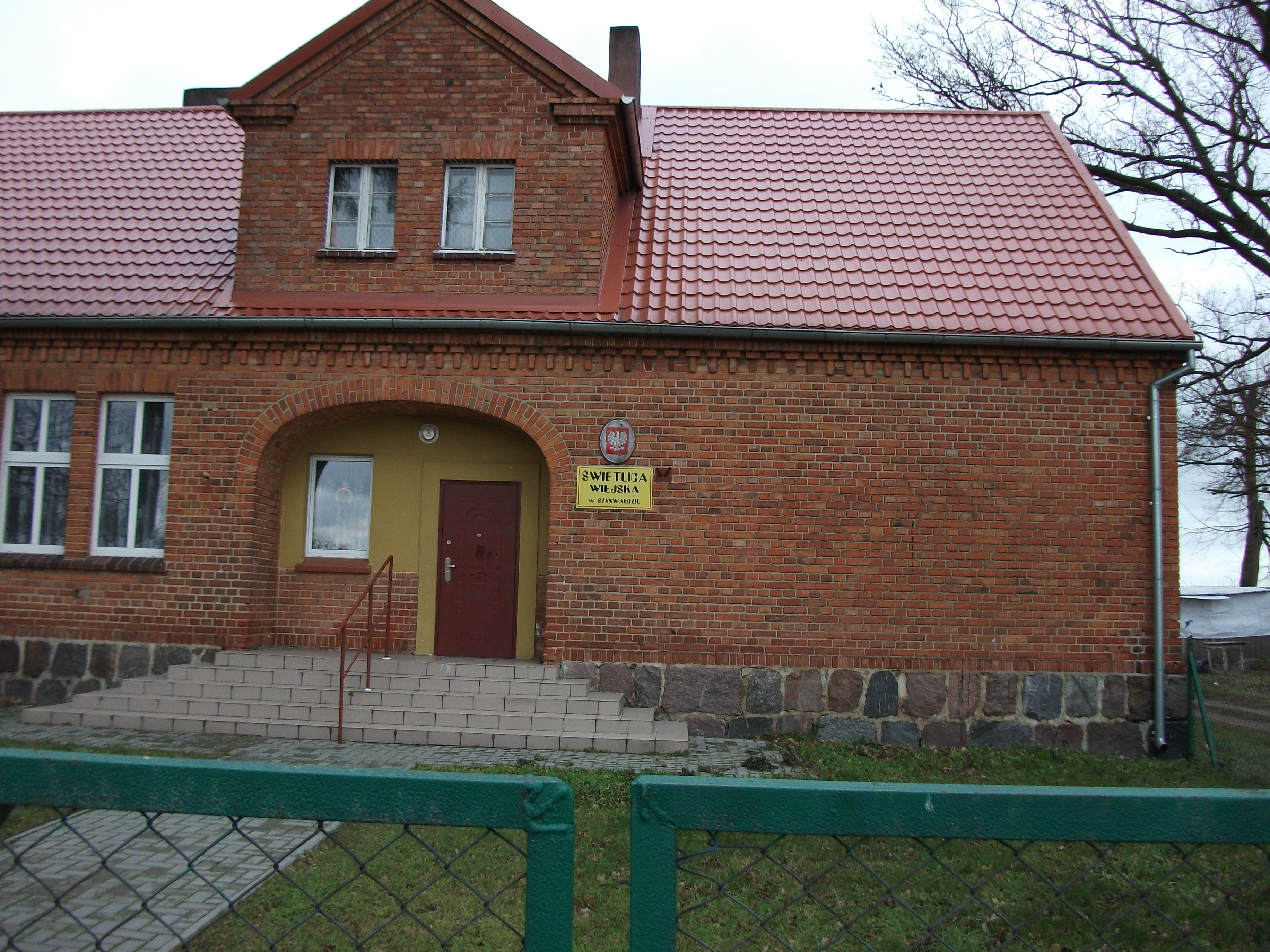
Świetlica Wiejska

W latach 1975–1998 miejscowość należała administracyjnie do województwa toruńskiego.

## Demografia
Według Narodowego Spisu Powszechnego (III 2011 r.) wieś liczyła 385 mieszkańców. Jest trzecią co do wielkości miejscowością gminy Łasin.

## Historia
W XI wieku istniał tu piastowski gród obronny zabezpieczający Ziemie chełmińską od strony Prus. Wieś była lokowana w 1302 r. pod nazwą Schonewald i należała do wójtostwa rogozińskiego także po roku 1466. Osada poniosła duże straty w wojnie z 1414 r., a w czasie wojny trzynastoletniej została całkowicie zniszczona i znacznie wyludniona. Po 1466 r., jako własność królów Polski i była dzierżawiona przez rody: Kostków, Łaskich, Weyherów i Koczewskich. W 1774 r. Szynwałd stał się własnością gen. Franciszka Gruszczyńskiego. W okresie międzywojennym w miejscowości stacjonowała placówka Straży Celnej „Szynwałd”

## Obiekty zabytkowe
- gotycki kościół parafialny pw. Narodzenia NMP z 1 poł. XIV w. i k. XVI w. Kościół jest wpisany do rejestru zabytków NID pod nr rej. A/357 z 13.07.1936[5]
- pałac w stylu klasycystycznym zbudowany w XIX wieku. Od strony ogrodu portyk kolumnowy[6].
- park pałacowy o charakterze krajobrazowym (zaniedbany)
- grodzisko słowiańskie z XI wieku[7] - gród w Szynwałdzie funkcjonował w XI-wiecznej strukturze administracyjnej państwa polskiego. Jego położenie w niewielkiej odległości od Osy, na północnych peryferiach dość zwartego osadnictwa, świadczy o jego istotnej roli w zabezpieczaniu granic kasztelanii chełmińskiej od strony Prus. Rangę militarną tego obiektu potwierdzają walory obronne i niewielki majdan w stosunku do powierzchni wałów. Na związki z obszarem wielkopolsko-kujawskim wskazuje również odkryta tu ceramika naczyniowa o cechach typowych dla garncarstwa tego obszaru oraz nizinna topografia obiektu, znajdującego się w rynnie jeziora od strony południowo-zachodniej, jak również przekładkowa konstrukcja wału. Grody tego typu, mogące pełnić role twierdz pogranicznych, wzniesiono w tym czasie (tj. w 1. połowie XI w.) w Nielbarku nad środkową Drwęcą i Przedzamczu koło Kwidzyna[8][9].